# Diastylis matsuei
Diastylis matsuei is een zeekommasoort uit de familie van de Diastylidae. De wetenschappelijke naam van de soort is voor het eerst geldig gepubliceerd in 1968 door Gamo.